# Wolfram Löwe
Wolfram Löwe (* 14. května 1945, Markranstädt) je bývalý východoněmecký fotbalista, útočník, reprezentant Východního Německa (NDR).

## Fotbalová kariéra
V východoněmecké oberlize hrál za 1. FC Lokomotive Leipzig, nastoupil ve 321 utkáních a dal 87 gólů. V roce 1976 získal s 1. FC Lokomotive Leipzig východoněmecký fotbalový pohár. V Poháru vítězů poháru nastoupil v 5 utkáních a dal 2 góly a v Poháru UEFA nastoupil ve 4 utkáních. Za reprezentaci Východního Německa (NDR) nastoupil v letech 1967–1977 ve 43 utkáních a dal 12 gólů. Byl členem týmu na Mistrovství světa ve fotbale 1974, nastoupil ve 4 utkáních. V roce 1976 byl členem zlatého týmu na LOH 1976 v Montrealu, nastoupil v 5 utkáních a dal 1 gól.

## Ligová bilance
| Ročník           | Zápasy | Góly | Klub                     |
| ---------------- | ------ | ---- | ------------------------ |
| I. liga 1963/64  | 5      | 2    | SC Leipzig               |
| I. liga 1964/65  | 5      | 1    | SC Leipzig               |
| I. liga 1965/66  | 20     | 4    | 1. FC Lokomotive Leipzig |
| I. liga 1966/67  | 20     | 2    | 1. FC Lokomotive Leipzig |
| I. liga 1967/68  | 25     | 13   | 1. FC Lokomotive Leipzig |
| I. liga 1968/69  | 26     | 2    | 1. FC Lokomotive Leipzig |
| II. liga 1969/70 | -      | -    | 1. FC Lokomotive Leipzig |
| I. liga 1970/71  | 26     | 9    | 1. FC Lokomotive Leipzig |
| I. liga 1971/72  | 13     | 2    | 1. FC Lokomotive Leipzig |
| I. liga 1972/73  | 26     | 12   | 1. FC Lokomotive Leipzig |
| I. liga 1973/74  | 21     | 6    | 1. FC Lokomotive Leipzig |
| I. liga 1974/75  | 16     | 4    | 1. FC Lokomotive Leipzig |
| I. liga 1975/76  | 23     | 8    | 1. FC Lokomotive Leipzig |
| I. liga 1976/77  | 25     | 6    | 1. FC Lokomotive Leipzig |
| I. liga 1977/78  | 23     | 7    | 1. FC Lokomotive Leipzig |
| I. liga 1978/79  | 22     | 6    | 1. FC Lokomotive Leipzig |
| I. liga 1979/80  | 25     | 3    | 1. FC Lokomotive Leipzig |
| CELKEM I. liga   | 321    | 87   |                          |